# Kirill Petrenko
Kirill Garrijevič Petrenko (rusky: Кирилл Гарриевич Петренко; * 11. února 1972, Omsk, Sovětský svaz) je ruský dirigent. Od roku 2013 působí jako generální hudební ředitel orchestru Bavorské státní opery v Mnichově, kde nahradil amerického dirigenta Kenta Nagano. Od 19. srpna 2019 je také šéfdirigentem Berlínských filharmoniků jako nástupce Simona Rattlea.

## Původ a studium
Petrenko se narodil v městě Omsku na jižní Sibiři do židovské rodiny. Jeho otec Garri Petrenko byl houslista, jeho matka Olga Davidovna Weintraub pracovala jako hudební vědkyně. Kirill debutoval jako klavírista ve svých 11 letech. Jako 18letý se se svou rodinou přestěhoval do Rakouska do spolkové země Vorarlbersko, kde jeho otec hrál na housle v Symfonickém orchestru Vorarlberg.
Hudbu studoval na Vorarlberské konzervatoři ve Feldkirchu. Studium hry na klavír zakončil s vyznamenáním. Později se zapsal na Univerzitu pro hudbu a výtvarné umění (Universität für Musik und darstellende Kunst) ve Vídni, kde byl jeho profesorem mj. Uroš Lajovic. Mistrovské kurzy absolvoval u Petera Gülkeho, Edwarda Downese, Pétera Eötvöse a Semjona Byčkova, kterým také asistoval při jejich práci. Jeho učitelem byl rovněž jihokorejský dirigent a klavírista Chung Myung-whun.

## Dirigentská dráha
Jako operní dirigent debutoval Petrenko v roce 1995 s dílem Benjamina Brittena Let’s Make an Opera ve Vorarlbergu. V letech 1997-1999 byl kapelníkem Lidové opery ve Vídni a řídil tam mj. provedení původní verze opery Boris Godunov od Modesta Petroviče Musorgského. Následně byl od roku 1999 do roku 2002 uměleckým ředitelem orchestru Meininger Hofkapelle divadla ve městě Meiningen v německé spolkové zemi Durynsko. Tam dirigoval provedení operního cyklu Richarda Wagnera Prsten Nibelungův (s výpravou od rakouského umělce Alfreda Hrdlicky), který se skládá ze čtyř částí s celkovým trváním kolem 14,5 hodin. Petrenko byl prvním dirigentem, který řídil celý cyklus čtyři večery po sobě, a tímto provedením se stal mezinárodně známým.
Od roku 2001 následovala jeho angažmá na Vídeňské státní opeře (Mozartova Kouzelná flétna), na Royal Opera House Covent Garden v Londýně (Giacomo Puccini: Madam Butterfly) a na Metropolitní opeře v New Yorku (Franz Lehár: Veselá vdova). Zvlášť blízké jsou mu ruské opery, které dirigoval na evropských operních scénách:
- Piková dáma od Petra Iljiče Čajkovského na Gran Teatre del Liceu, Barcelona, a na Bavorské státní opeře v Mnichově
- Chovanščina od Modesta Petroviče Musorgského v divadle Opera Frankfurt, Frankfurt nad Mohanem
- Evžen Oněgin od Petra Iljiče Čajkovského při festivalu Maggio Musicale Fiorentino ve Florencii
- Lady Macbeth Mcenského újezdu od Dmitrije Šostakoviče na Sächsische Staatsoper Dresden (Semperoper) v Drážďanech

Od roku 2002 do roku 2007 byl uměleckým ředitelem a šéfdirigentem Komické opery Berlín. V roce 2013 se stal generálním hudebním ředitelem orchestru Bavorské státní opery v Mnichově, kde se stal nástupcem amerického dirigenta Kenta Nagano, který odstoupil kvůli neshodám s vedením tohoto operního domu.
V roce 2016 podepsal smlouvu, jíž byl zavázán stát se od srpna 2019 novým šéfdirigentem Berlínských filharmoniků. Zvolen byl členy orchestru jako nástupce Simona Rattlea. Před definitivním příchodem do Berlína byl veřejnosti oficiálně představen a s orchestrem absolvoval několik koncertů. Do nové funkce, souběžně vykonávané s mnichovským angažmá, nastoupil až 19. srpna 2019. Na zahajovacím koncertu 23. srpna téhož roku byla uvedena 9. symfonie Ludwiga van Beethovena.

## Nahrávky
- Josef Suk: Asrael-Symphonie op. 27 (Symfonie Asrael). Classic production osnabrück (CPO) 2002
- Josef Suk: Ein Sommermärchen op. 29 (Letní sen). CPO 2004
- Josef Suk: Lebensreife op. 34 (Zrání). CPO 2006
- Sergej Rachmaninov: Klavierkonzert Nr. 2 op. 18 (Klavírní koncert č. 2 c-moll)